# Prison Break Anthem (Ich glaub’ an dich)
„Prison Break Anthem (Ich glaub’ an dich)” – singel niemieckiego rapera Azada, promujący wydany w 2007 roku album Blockschrift. Utwór osiągnął w 2007 roku pierwsze miejsce na niemieckiej liście przebojów.